# Cinema digital
El cinema digital es refereix a l'ús de la tecnologia digital per gravar, distribuir o projectar imatges en moviment en contraposició a l'ús històric de rodets de pel·lícules en moviment, com ara pel·lícules de 35 mm. Mentre que les bobines de cinema s'han d'enviar a les sales de cinema, es pot distribuir una pel·lícula digital als cinemes de diverses maneres: a través d'Internet o enllaços per satèl·lit dedicats, o enviant discs durs o discs òptics com discos Blu-ray. Les pel·lícules digitals es projecten mitjançant un projector de vídeo digital en lloc d'un projector de pel·lícules.
El cinema digital es diferencia de la televisió d'alta definició i no necessàriament utilitza la televisió tradicional o altres estàndards de vídeo d'alta definició tradicionals, relacions d'aspecte o taxes de fotogrames. Al cinema digital, les resolucions es representen pel recompte de píxels horitzontals, normalment 2K (2048 × 1080 o 2,2 megapíxels) o 4K (4096 × 2160 o 8,8 megapíxels).
A mesura que la tecnologia del cinema digital va millorar a principis dels anys 2010, la majoria de teatres del món es van convertir en projecció de vídeo digital.
Presenta alguns avantatges enfront del cinema analògic: la distribució és ràpida i més optimitzada, no es fan malbé i incrementa les possibilitats a postproducció. No obstant, les imatges enregistrades en cel·luloide són de major resolució i tenen un color més pur.
La captura digital pot emprar cintes de vídeo, discs durs, memòria flaix o qualsevol altre mitjà que permeti registrar dades digitals amb una càmera digital o de vídeo. Aquest procés s'ha imposat sobre el cinema analògic en els últims anys pel seu ràpid avenç tecnològic, el que ha provocat una caiguda en la resolució de les imatges.

## Història
La transició de vídeo analògic a digital va ser precedida per la transició del cinema de l'àudio analògic al digital, amb el llançament de l'estàndard de codificació d'àudio Dolby Digital (AC-3) el 1991. La seva base principal és la transformada de cosinus discreta modificada (MDCT), un algorisme de compressió d'àudio amb pèrdues. Es tracta d'una modificació de l'algoritme de transformació del cosinus discret (DCT), que va ser proposada per Nasir Ahmed el 1972 i originalment destinada a la compressió d'imatges. El DCT va ser adaptat al MDCT per J.P. Princen, A.W. Johnson i Alan B. Bradley a la Universitat de Surrey el 1987, i els Dolby Laboratories van adaptar l'algoritme MDCT juntament amb els principis de codificació perceptiva per desenvolupar el format d'àudio AC-3 per a necessitats cinematogràfiques. El cinema als anys noranta combina normalment el vídeo analògic amb l'àudio digital.
La reproducció de suports digitals de fitxers 2K d'alta resolució té almenys una història de 20 anys. Les primeres unitats d'emmagatzematge de dades de vídeo (RAID) alimentaven sistemes d'amortització de fotogrames personalitzats amb grans memòries. En les primeres unitats de vídeo digital, el contingut es restringia generalment a diversos minuts de material. La transferència de contingut entre ubicacions remotes era lenta i tenia una capacitat limitada. No va ser fins a finals dels anys 90 que es podien enviar pel·lícules de llargmetratge a través del "cable" (enllaços d'Internet o de fibra dedicada). El 23 d'octubre de 1998 es va demostrar públicament la tecnologia del projector Digital Light Processing (DLP) amb el llançament de The Last Broadcast, la primera pel·lícula de llargmetratge, rodada, editada i distribuïda digitalment. Juntament amb Texas Instruments, la pel·lícula es va demostrar públicament a cinc teatres dels Estats Units (Filadèlfia, Portland (Oregon), Minneapolis, Providence i Orlando).

A finals dels anys 80, Sony va introduir les càmeres de vídeo professionals Sony HDVS sota el terme "cinema electrònic". Encara que aquest intent va fracassar, va permetre rodar una de les primeres pel·lícules rodades en format digital, Julia and Julia (1987). Una dècada més tard, al 1998, es van introduir gravadores HDCAM amb un format de 1920 x 1080 com una revitalització de la idea de Sony, ara denominada "cinema digital" i que, aquesta vegada, va contar amb un major èxit. Sota aquest sistema es va enregistrar The Last Broadcast, considerada per molts la primera pel·lícula rodada íntegrament amb equip digital.

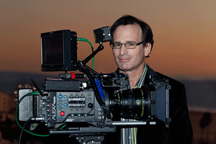
Càmera digital Arri Alexa-Plus

En 1999, George Lucas va decidir incloure material filmat per càmeres digital d'alta resolució en Star Wars: Episodi I, amb bons resultats que van portar a que rodés les seqüeles completament en format digital. Lucas ha sigut un dels principals impulsors d'aquesta tecnologia, arribant a desenvolupar una càmera digital a partir d'una Sony HDW-F900 i que es va utilitzar en el rodatge de Once Upon a Time in Mexico (2003). Altres dues pel·lícules rodades íntegrament en digital son Vidocq (2001) i L'arca russa (2002), aquesta última la primera pel·lícula rodada en un pla seqüència real.
Algunes companyies com Sony, Panasonic, JVC, Canon, Red, Arri, han llançat càmeres digitals destinades exclusivament al cinema, a diferència de les càmeres de vídeo tradicional, d'ús domèstic o per televisió. Les principals diferències són una major resolució i rang dinàmic en el primer cas. Des d'aleshores els models incorporen moltes millores com per exemple la resolució (que ha passat de ser de 2'5K a 8K), el rang dinàmic (que arriba fins als 18 stops), i la continua millora dels sensors.
La introducció gradual del cinema digital ha provocat que algunes companyies, com la Paramount, hagin deixat de distribuir pel·lícules en format analògic. Això ha portat a alguns directors com Paul Thomas Anderson i Quentin Tarantino a llançar campanyes agressives per a les seves pel·lícules, emprant grans formats com els 70mm.

### Fundacions
Als Estats Units, el 18 de juny de 1999, la tecnologia del projector DLP Cinema de Texas Instruments es va demostrar públicament en dues pantalles de Los Angeles i Nova York per a la publicació de Starfil Episodi I de Lucasfilm: The Phantom Menace. A Europa, el 2 de febrer del 2000, Philippe Binant va demostrar públicament la tecnologia del projector DLP Cinema de Texas Instruments a una pantalla de París per a la publicació de Toy Story 2.
Entre 1997 i 2000, l'estàndard de compressió d'imatges JPEG 2000 va ser desenvolupat per un comitè mixt d'experts fotogràfics (JPEG) presidit per Touradj Ebrahimi (més tard president de JPEG). En contrast amb l'estàndard original JPEG de 1992, que és un format de compressió amb pèrdues basat en DCT per a imatges digitals estàtiques, JPEG 2000 és un estàndard de compressió basat en transformacions d'ona (DWT) que es pot adaptar per a la compressió de vídeo en imatges amb moviment amb el Motion JPEG 2000 extensió. La tecnologia JPEG 2000 es va seleccionar més tard com a estàndard de codificació de vídeo per a cinema digital el 2004.

### Iniciatives
El 19 de gener de 2000, la Society of Motion Picture and Television Engineers, als Estats Units, va iniciar el primer grup d'estàndards dedicat al desenvolupament del cinema digital. Al desembre del 2000, hi havia 15 pantalles de cinema digital als Estats Units i el Canadà, 11 a Europa occidental, 4 a Àsia i 1 a Amèrica del Sud. Digital Cinema Initiatives (DCI) es va constituir el març del 2002 com un projecte conjunt de molts estudis de cinema en moviment (Disney, Fox, MGM, Paramount, Sony Pictures Entertainment, Universal i Warner Bros. Studios) per desenvolupar una especificació del sistema per al cinema digital.
A l'abril de 2004, en col·laboració amb la American Society of Cinematographers, DCI va crear material d'avaluació estàndard (el material ASC / DCI StEM) per a proves de tecnologies de reproducció i compressió de 2K i 4K. DCI va seleccionar JPEG 2000 com a base per a la compressió en el sistema el mateix any. [16] Les primeres proves amb JPEG 2000 van produir velocitats de bits d'uns 75–125 Mbps per a la resolució 2K i 100–200 Mbps per a la resolució 4K.

### Desplegament mundial
A la Xina, el juny de 2005 es va establir un sistema de cinema electrònic anomenat "dMs" i es va utilitzar en més de 15.000 pantalles repartides per les 30 províncies de la Xina. dMs calculen que el sistema s'ampliaria a 40.000 pantalles el 2009. El 2005 la UK Film Council Digital Screen Network va llançar al Regne Unit per Arts Alliance Media creant una cadena de 250 sistemes de cinema digital de 2K. El llançament es va completar el 2006. Va ser el primer llançament en massa a Europa. AccessIT / Christie Digital també va iniciar un llançament als Estats Units i Canadà. A mitjans de 2006, uns 400 teatres estaven equipats amb projectors digitals de 2K, que augmentaven el nombre cada mes. L'agost del 2006, la pel·lícula digital malaià Moonnamathoral, produïda per Benzy Martin, va ser distribuïda via satèl·lit als cinemes, convertint-se així en el primer cinema digital indi. Això ho va fer Emil i Eric Digital Films, una empresa amb seu a Thrissur que utilitza el sistema digital de cinema digital final desenvolupat per DG2L Technologies basat a Singapur.
El gener del 2007, Guru es va convertir en la primera pel·lícula índia masteritzada en el format JPEG 2000 Interop compatible amb DCI i també la primera pel·lícula índia que es va visualitzar digitalment, internacionalment, a l'Elgin Winter Garden de Toronto. Aquesta pel·lícula es va dominar digitalment a Real Image Media Technologies de l'Índia. El 2007, el Regne Unit va esdevenir els primers cinemes multiplex digitals completament compatibles amb DCI; El 9 de febrer de 2007. Es van llançar Odeon Hatfield i Odeon Surrey Quays (a Londres), amb un total de 18 pantalles digitals. El març de 2007, amb el llançament de Disney's Meet the Robinsons, unes 600 pantalles havien estat equipades amb projectors digitals. El juny del 2007, Arts Alliance Media va anunciar els primers acords de cinema digital comercial europeu virtual Print Fee (VPF) (amb 20th Century Fox i Universal Pictures). El març de 2009, AMC Theaters va anunciar que va tancar un acord de 315 milions de dòlars amb Sony per substituir tots els seus projectors de cinema per projectors digitals 4K a partir del segon trimestre de 2009; Es preveia que aquesta substitució acabaria el 2012.
El gener de 2011, el total de pantalles digitals a tot el món va ser de 36.242, passant de 16.339 a finals de 2009 o una taxa de creixement del 121,8 per cent durant l'any. Hi havia 10.083 pantalles d a tot Europa (28,2 per cent de la xifra global), 16.522 als Estats Units i Canadà (46,2 per cent de la xifra global) i 7.703 a Àsia (21,6 per cent de la xifra global). El progrés mundial va ser més lent com en alguns territoris, particularment Llatinoamèrica i Àfrica. Al 31 de març de 2015, 38.719 pantalles (d'un total de 39.789 pantalles) als Estats Units s'han convertit a digitals, 3.007 pantalles al Canadà s'han convertit i 93.147 pantalles internacionals s'han convertit. A finals de 2017, pràcticament totes les pantalles de cinema mundials eren digitals (98%). Malgrat que avui en dia, pràcticament totes les sales de cinema mundials han convertit les seves pantalles en cinemes digitals, algunes pel·lícules importants fins i tot a partir del 2019 es projecten al cinema. Per exemple, Quentin Tarantino va llançar la seva última pel·lícula Once Upon a Time a Hollywood en 70 mm i 35 mm en teatres seleccionats de tots els Estats Units i Canadà.
Les làmpades d'arc curt de xenó es van començar a emprar en la projecció de pel·lícules a partir de 1951, fins al punt que van reemplaçar les làmpades d'arc de carboni. Les darreres tenen potències que van des de 900W fins a 12kW i xisteixen, però, els sistemes de projecció Omnimax (Imax Dome), que utilitzen làmpades de xenó individuals amb una potència de 15 kW, però des del 2016, que la il·luminació làser en projectors de cinemes digitals ha començat a tenir una forta presència en el mercat i es preveu que en un futur acabaran substituint les làmpades de xenó en aquesta aplicació.

## Elements
A més de l'equip que ja es troba en un cinema basat en cinema (per exemple, un sistema de reforç de so, pantalla, etc.), un cinema digital compatible amb DCI requereix un projector digital i un poderós ordinador conegut com a “servidor”. Les pel·lícules es subministren al teatre com un fitxer digital anomenat paquet de cinema digital (DCP). Per a un llargmetratge, aquest fitxer estarà entre 90 i 300 GB de dades (aproximadament entre dues i sis vegades la informació d'un disc Blu-ray) i pot arribar a ser un lliurament físic en un disc dur d'ordinador convencional o via satèl·lit. O Internet de banda ampla de fibra òptica. A partir del 2013, els lliuraments físics de discs durs eren els més habituals a la indústria. Els tràilers promocionals arriben en un disc dur independent i oscil·len entre 200 GB i 400 GB.
Independentment de com arribi el DCP, primer s'ha de copiar als discs durs interns del servidor, normalment a través d'un port USB, procés conegut com “ingerir”. Les DCP poden ser, i en el cas dels llargmetratges gairebé sempre, xifrats, per evitar còpia il·legal i pirateria. Les claus de desxiframent necessàries es subministren per separat, generalment com a fitxers adjunts de correu electrònic i després "ingerits" mitjançant USB. Les claus estan limitades en el temps i caducaran després del final del període per al qual s'ha reservat el títol. També es queden bloquejats al maquinari (servidor i projector) que és per projectar la pel·lícula, de manera que si el teatre vol moure el títol a una altra pantalla o ampliar la tirada, cal obtenir una nova clau del distribuïdor. Es poden enviar diverses versions d'una mateixa característica. La versió original (OV) s'utilitza com a base de totes les altres opcions de reproducció. Els fitxers de versió (VF) poden tenir un format de so diferent (per exemple, 7.1, enfront del so surround 5.1) o subtítols. Les versions 2D i 3D sovint es distribueixen al mateix disc dur.
El servidor controla la reproducció del contingut mitjançant una "llista de reproducció". Com el seu nom indica, es tracta d'una llista de tot el contingut que s'ha de reproduir com a part de la representació. La llista de reproducció serà creada per un membre del personal del teatre mitjançant un programari propietari que s'executa al servidor. A més d'enumerar el contingut que s'ha de reproduir, la llista de reproducció també inclou pistes d'automatització que permeten a la llista de reproducció controlar el projector, el sistema de so, la il·luminació de l'auditori, les cortines de les pestanyes i l'emmagatzematge de la pantalla (si hi ha), etc. La llista de reproducció es pot iniciar manualment, fent clic al botó "reproduir" a la pantalla del monitor del servidor o automàticament en moments predefinits.

## Tecnologia i estàndards

### Iniciatives de cinema digital
Digital Cinema Initiatives (DCI), una empresa conjunta dels sis grans estudis, va publicar la primera versió (V1.0) d'una especificació del sistema per a cinema digital el juliol de 2005. Els principals objectius declarats de l'especificació eren definir un sistema de cinema digital que "presentés una experiència teatral millor que la que es podria aconseguir ara amb una versió tradicional de 35 mm de respostes", per proporcionar estàndards globals d'interoperabilitat, de manera que qualsevol DCI compleixi el contingut podria reproduir-se en qualsevol maquinari compatible amb DCI a qualsevol part del món i proporcionar una protecció robusta a la propietat intel·lectual dels proveïdors de contingut.
La especificació DCI demana codificació d'imatges mitjançant l'estàndard ISO / IEC 15444-1 "JPEG2000" (.j2c) i l'ús de l'espai de color CIE XYZ a 12 bits per component codificat amb una gamma 2,6 aplicada a la projecció. S'admeten dos nivells de resolució tant per a contingut com per a projectors: 2K (2048 × 1080) o 2,2 MP a 24 o 48 fotogrames per segon, i 4K (4096 × 2160) o 8,85 MP a 24 fotogrames per segon. La especificació garanteix que el contingut de 2K pot reproduir-se en projectors 4K i viceversa. També s'admeten resolucions més petites en una direcció (la imatge se centra automàticament). Les versions posteriors de l'estàndard van afegir taxes de reproducció addicionals (com ara 25 fps en mode SMPTE). Per al component de so del contingut, l'especificació preveu fins a 16 canals d'àudio no comprimit mitjançant el format "Broadcast Wave" (.wav) a 24 bits i mostreig de 48 kHz o 96 kHz.
La reproducció està controlada per una llista de reproducció de format XML, en un fitxer compatible MXF a una velocitat màxima de dades de 250 Mbit / s. A la especificació es detallen detalls sobre el xifratge, la gestió de les claus i el registre, així com les especificacions mínimes dels projectors emprats, incloent la gamma de colors, la relació de contrast i la brillantor de la imatge. Tot i que bona part de l'especificació codifica el treball que ja s'havia realitzat a la Society of Motion Picture and Television Engineers (SMPTE), l'especificació és important per establir un marc propietari de contingut per a la distribució i seguretat del contingut de pel·lícules en moviment de primera versió.

### Associació Nacional de Propietaris de Teatre
A més de la feina de DNI, l'Associació Nacional de Propietaris de Cinemes (OTAN) va donar a conèixer els requisits de sistema de cinema digital. Les adreces de documents dels requisits dels sistemes de cinema digital de les necessitats operatives de l'expositor, centrant-se en àrees no previstes per DCI, incloent l'accés per al flux de treball de persones amb discapacitat visual i persones amb discapacitat auditiva, en el cinema, i l'equip interoperabilitat. En particular, el document de l'OTAN detalla els requeriments per al sistema de cinema en Gestió (TMS), el programari de govern per a sistemes de cinema digital dins d'un teatre complex, i proporciona orientació per al desenvolupament de sistemes de gestió de claus de seguretat. Igual que amb el document de DNI, document de l'OTAN també és important per a l'esforç normes SMPTE.

### E-Cinema
La Society of Motion Picture and Television Engineers (SMPTE) va començar a treballar en estàndards per a cinema digital el 2000. Va ser clar per aquell moment que la televisió d'alta definició no va proporcionar una base tecnològica suficient per a la fundació de la reproducció de cinema digital. A Europa, l'Índia i el Japó, però, encara hi ha una presència significativa de televisió d'alta definició per a presentacions teatrals. Acords en el cos de normes ISO han portat a aquests sistemes no conformes que es coneix com a sistemes de cinema electrònic (e-Cinema).

## Projectors de cinema digital
Només quatre fabricants fabriquen projectors de cinema digital aprovats per DCI; es tracta de Sony, Barco, Christie i NEC. Excepte Sony, que utilitzen la seva pròpia tecnologia SXRD, tots utilitzen la tecnologia Digital Light Processing (DLP) desenvolupada per Texas Instruments (TI). Els projectors de cinema D són en principi similars als projectors digitals utilitzats a la indústria, l'educació i els cinemes domèstics, però difereixen en dos aspectes importants. En primer lloc, els projectors s'han d'ajustar als requisits estrictes de rendiment de les especificacions DCI. En segon lloc, els projectors han d'incorporar dispositius anti-pirateria destinats a fer complir el compliment dels drets d'autor, com ara els límits de llicència. Per aquests motius tots els projectors destinats a vendre’s als cinemes per projectar pel·lícules d'estrena actuals han de ser aprovats pel DCI abans de la seva venda. Ara passen per un procés anomenat CTP (pla de prova de conformitat). Com que els llargmetratges en forma digital estan xifrats i les claus de desencriptació (KDMs) es bloquegen al número de sèrie del servidor que s'utilitza (enllaçar-se tant al número de sèrie del projector com al servidor està previst en el futur), un sistema permetrà la reproducció d'un protegit. només amb el KDM necessari.

### Cinema DLP
Tres fabricants han llicenciat la tecnologia DLP Cinema desenvolupada per Texas Instruments (TI): Christie Digital Systems, Barco i NEC. Mentre que NEC és relativament nou a Digital Cinema, Christie és el principal actor als Estats Units i Barco es fa amb el lideratge a Europa i Àsia. [Citació necessària] Inicialment els projectors DLP compatibles amb DCI només estaven disponibles en 2K, però a principis del 2012, quan El xip DLK 4K de TI va entrar en plena producció, els projectors DLP han estat disponibles tant en versions 2K com 4K. Els fabricants de projectors de cinema basats en DLP ara també poden oferir actualitzacions en format 4K a alguns dels models més recents de 2K. Els primers projectors de cinema DLP, que es van desplegar principalment als Estats Units, utilitzaven una resolució limitada de 1280 × 1024 o l'equivalent a 1,3 MP (megapíxels). Digital Projection Incorporated (DPI) va dissenyar i vendre unes quantes unitats de cinema DLP (is8-2K) quan la tecnologia TI 2K va debutar, però després va abandonar el mercat del cinema D mentre continuava oferint projectors basats en DLP amb finalitat no cinematogràfica. Tot i que basats en el mateix "motor lleuger" 2K TI que els dels principals jugadors, són tan rars com pràcticament desconeguts en la indústria. Encara s'utilitzen àmpliament per a publicitat prèvia a l'espectacle, però no solen ser presentacions de funcions.
La tecnologia de TI es basa en l'ús de dispositius digitals de micromirror (DMDs). Aquests dispositius es fabriquen a partir de silici mitjançant una tecnologia similar a la dels xips de memòria de l'ordinador. La superfície d'aquests dispositius està coberta per un nombre molt gran de miralls microscòpics, un per a cada píxel, de manera que un dispositiu de 2K té uns 2,2 milions de miralls i un dispositiu 4K uns 8,8 milions. Cada mirall vibra milers de vegades per segon entre dues posicions: en una, la llum de la làmpada del projector es reflecteix cap a la pantalla, i en l'altra lluny d'aquesta. La proporció de temps que el mirall es troba en cada posició varia segons la brillantor necessària de cada píxel. S'utilitzen tres dispositius DMD, un per a cada un dels colors primaris. La llum de la làmpada, generalment un xenó similar a la que s'utilitza en els projectors de pel·lícula amb una potència entre 1 kW i 7 kW, es divideix per filtres de colors en feixos vermells, verds i blaus que s'encaminen al DMD adequat. El feix reflectit "cap endavant" de les tres DMMD es torna a combinar i es focalitza per l'objectiu a la pantalla del cinema.

### Sony SXRD
Un dels fabricants de projectors de cinema compatibles amb DCI va decidir desenvolupar la seva pròpia tecnologia en lloc d'utilitzar la tecnologia DLP de TI. Els projectors SXRD (Silicon X-tal (Crystal) Reflective Display) només s'han fabricat en forma 4K i, fins al llançament del xip DLK 4K per TI, els projectors Sony SXRD eren els únics projectors compatibles amb DCI de 4K al mercat. A diferència dels projectors DLP, però, els projectors SXRD no presenten seqüencialment les imatges dels ulls esquerre i dret de les pel·lícules estereoscòpiques, sinó que utilitzen la meitat de la superfície disponible del xip SXRD per a cada imatge. Així, durant les presentacions estereoscòpiques, el projector SXRD funciona com un projector sub 2K, el mateix per al contingut 3D HFR.

### Imatges estereo 3D
A finals del 2005, l'interès per la projecció estereoscòpica digital en 3-D va provocar una nova voluntat per part dels teatres de cooperar en la instal·lació d'instal·lacions estereoscòpiques 2K per mostrar la pel·lícula Disney de Chicken Little a la pel·lícula 3-D. Sis pel·lícules digitals 3-D més es van publicar el 2006 i el 2007 (incloent Beowulf, Monster House i Meet the Robinsons). La tecnologia combina un únic projector digital equipat amb un filtre polaritzant (per a vidres polaritzats i pantalles de plata), una roda de filtre o un emissor per a ulleres LCD. RealD utilitza una "ZScreen" per a la polarització i MasterImage utilitza una roda de filtre que canvia la polaritat de la llum de la llum del projector diverses vegades per segon per alternar ràpidament les visualitzacions dels ulls esquerre i dret. Un altre sistema que utilitza una roda de filtre és Dolby 3D. La roda canvia la longitud d'ona dels colors que es mostren i els vidres tenyits filtren aquests canvis de manera que la longitud d'ona incorrecta no pot entrar en un ull equivocat. XpanD fa ús d'un emissor extern que envia un senyal a les ulleres 3D per bloquejar la imatge equivocada del mal ull.

### Làser
Projecció làser RGB per a cinema digital: produint els colors més purs i les imatges més brillants.

## Pantalla LED per a cinema digital
A Àsia, el 13 de juliol de 2017, es va demostrar públicament una pantalla LED per a cinema digital desenvolupada per Samsung Electronics en una pantalla al Lotte Cinema World Tower de Seül. La primera instal·lació a Europa és a l'Arena Sihlcity Cinema de Zuric.

## Efecte sobre la distribució
La distribució digital de pel·lícules té el potencial d'estalviar diners per als distribuïdors de pel·lícules. Imprimir un llargmetratge de 80 minuts pot costar entre 1.500 i 2.500 dòlars americans, per la qual cosa fer milers d'impressions per a una pel·lícula d'estrena àmplia pot costar milions de dòlars. En canvi, amb una velocitat de dades màxima de 250 megabit per segon (segons la definida per DCI per a cinema digital), es pot emmagatzemar una pel·lícula de llargmetratge en un disc dur de 300 GB fora de la prestació per 50 dòlars i un llançament ampli de 4.000 impressions digitals poden costar 200.000 dòlars. A més, els distribuïdors es poden retornar als distribuïdors per a la seva reutilització. Amb diversos centenars de pel·lícules distribuïdes cada any, la indústria estalvia milers de milions de dòlars. El llançament de cinema digital es va veure frenat pel lent ritme en què els expositors van adquirir projectors digitals, ja que els estalvis es podrien veure no sols per part de les empreses de distribució. El model Virtual Print Fee va ser creat per solucionar-ho passant una mica de l'estalvi als cinemes. Com a conseqüència de la ràpida conversió a projecció digital, el nombre de llançaments teatrals exhibits al cinema va disminuint. A partir del 4 de maig de 2014, 37.711 pantalles (sobre un total de 40.048 pantalles) als Estats Units s'han convertit a digitals, 3.013 pantalles al Canadà s'han convertit i 79.043 pantalles internacionals.

### Telecomunicacions
Realització i demostració, el 29 d'octubre de 2001, de la primera transmissió de cinema digital per satèl·lit a Europa d'un llargmetratge de Bernard Pauchon, Alain Lorentz, Raymond Melwig i Philippe Binant.

### Retransmissió en directe a cinemes
Els cinemes digitals poden fer transmissions en directe d'actuacions o esdeveniments. Es va iniciar inicialment amb les transmissions en directe de l'Operapera metropolitana de Nova York amb la realització de retransmissions en directe periòdiques als cinemes i des de llavors es va estendre àmpliament. Els principals territoris que proporcionen el contingut són el Regne Unit, els Estats Units, França i Alemanya. The Royal Opera House, Sydney Opera House, English National Opera i d'altres han trobat audiència nova i retornada captivada pel detall que ofereix una emissió digital en directe que inclou mà de càmeres i càmeres en grues posicionades a tot el recinte per captar l'emoció que pot faltar en una. situació del local en viu. A més, aquests proveïdors ofereixen valor addicional durant els intervals, p. entrevistes amb coreògrafs, membres del repartiment, una gira en escena que no estaria disponible en el mateix esdeveniment en directe. Altres esdeveniments en directe en aquest camp inclouen el teatre en directe de NT Live, Branagh Live, Royal Shakespeare Company, Shakespeare's Globe, el Royal Ballet, Mariinsky Ballet, el Bolshoi Ballet i Berlín Philharmoniker.
En els darrers deu anys, aquesta oferta inicial d'arts també s'ha ampliat per incloure esdeveniments de música en directe i enregistrats com Take That Live, One Direction Live, Andre Rieu, musicals en directe com la recent Miss Saigon i un rècord de Billy Elliot Live A Cinemes. Esport en directe, documental amb un element de preguntes i respostes en directe com ara el recent documental Oasis, conferències, retransmissions de fe, exposicions de comèdia, museus i galeries, espectacles de televisió com el rècord Doctor Who del cinquantè aniversari especial The Day Of The Doctor, tots han contribuït a crear un valuós flux d'ingressos per a cinemes grans i petits d'arreu del món. Posteriorment, la retransmissió en directe, abans coneguda com a contingut alternatiu, s'ha convertit en coneguda com a cinema d'esdeveniments i existeix actualment una associació comercial. Fa deu anys que el sector s'ha convertit en un important flux d'ingressos per dret propi, aconseguint un seguiment fidel entre els aficionats a les arts, i el contingut limitat només per la imaginació dels productors. Actualment, el teatre, el ballet, l'esport, les exposicions, els especials de televisió i els documentals són formes establertes de cinema d'esdeveniments. Les estimacions a tot el món situen el valor probable de la indústria del cinema d'esdeveniments a 1 milió de dòlars el 2019. Actualment, el cinema d'esdeveniments representa entre un 1-3% del total de taquilles dels cinemes de tot el món, però de manera anecdòtica, s'ha informat que alguns cinemes atribueixen fins al 25%, el 48% i fins i tot el 51% (el cinema Rio Bio d'Estocolm). taquilla general. En última instància, es preveu que Event Cinema representarà al voltant del 5% de la taquilla global a nivell mundial. Event Cinema va compondre 6 rècords mundials i desglossar-se des del 2013-15 amb notables èxits Dr Who (10,2 milions de dòlars en 3 dies a la taquilla; l'esdeveniment també es va emetre a la televisió terrestre simultàniament), Pompeii Live pel Museu Britànic, Billy Elliot, Andre Rieu, One Direction, Richard III de la Royal Shakespeare Company. Esdeveniment de cinema es defineix més per la freqüència d'esdeveniments que no pas pel contingut en si. Els esdeveniments del cinema d'esdeveniments solen aparèixer als cinemes durant hores tradicionalment més tranquil·les de la setmana del cinema, com ara la franja horària diària / vespre del dilluns a dijous i es caracteritzen per la publicació One Night Only, seguida d'una o possiblement més estrenes de "Encore" uns quants dies o setmanes. més endavant si l'esdeveniment és reeixit i esgotat. En ocasions, els esdeveniments més reeixits han tornat als cinemes alguns mesos o fins i tot anys més tard en el cas de NT Live, on la fidelitat de l'audiència i el branding de l'empresa són tan forts, el propietari del contingut pot assegurar-se d'una bona mostra a taquilla.

## Pros i contres

### Avantatges
La formació digital de conjunts i ubicacions, especialment en el moment de créixer sèries i seqüeles de pel·lícules creixents, és que els conjunts virtuals, un cop generats i emmagatzemats per ordinador, es poden reviure fàcilment per a pel·lícules futures. Tenint en compte les imatges de pel·lícules digitals es documenten com Els fitxers de dades del disc dur o la memòria flash, diversos sistemes d'edicions es poden executar amb l'alteració d'alguns paràmetres de la consola d'edició amb l'estructura que es compon pràcticament a la memòria de l'ordinador. Una àmplia selecció d'efectes es pot fer una mostra senzilla i ràpida, sense les restriccions físiques que suposa l'edició tradicional de tall i enganxa. El cinema digital permet als cinemes nacionals construir pel·lícules específiques per a les seves cultures de manera que les configuracions siguin més estrictes. i l'economia de la confecció cinematogràfica habitual. Les càmeres de baix cost i el programari d'edició basat en ordinador han permès produir progressivament pel·lícules amb un cost mínim. La capacitat de les càmeres digitals per permetre als productors de pel·lícules filmar il·limitades sense malgastar un preuat cel·luloide ha transformat la producció de pel·lícules en alguns països del Tercer Món. Des de la perspectiva dels consumidors, les impressions digitals no es deterioren amb el nombre de presentacions. A diferència del film de cel·luloide, no hi ha cap mecanisme de projecció ni manipulació manual per afegir rascades o altres artefactes generats físicament. Els cinemes provincials que haurien rebut estampes antigues poden proporcionar als consumidors la mateixa experiència cinematogràfica (totes les altres coses iguals) que els assistents a l'estrena.

### Contres
Diversos realitzadors de cinema, entre els quals hi ha Christopher Nolan, Paul Thomas Anderson, David O. Russell i Quentin Tarantino han criticat públicament el cinema digital i han defensat l'ús de gravats i pel·lícules. El més famós, Tarantino ha suggerit que es pugui retirar perquè, tot i que encara pot rodar en cinema, a causa de la ràpida conversió a digital, no pot projectar estampats a partir de 35 mm a la majoria dels cinemes nord-americans. Steven Spielberg ha afirmat que tot i que la projecció digital produeix una imatge molt millor que la pel·lícula si es projecta originalment en digital, és "inferior" quan s'ha convertit a digital. Va intentar en un moment alliberar Indiana Jones i el regne del crani de cristall només en la pel·lícula. Paul Thomas Anderson recentment va poder crear gravats de 70 mm per a la seva pel·lícula The Master.
El crític de cinema Roger Ebert va criticar l'ús de DCP després d'una projecció cancel·lada del festival de la pel·lícula Brian DePalma Passion al New York Film Festival com a resultat d'un bloqueig a causa del sistema de codificació.
La resolució teòrica de pel·lícula de 35 mm és més gran que la del cinema digital 2K. La resolució 2K (2048 × 1080) també és lleugerament més gran que la de 1080p HD basada en consumidors (1920x1080). Tanmateix, des que les tècniques de postproducció digitals es van convertir en la norma a principis dels anys 2000, la majoria de pel·lícules, ja sigui fotografies digital o sobre pel·lícules de 35 mm, han estat dominades i editades a la resolució 2K. A més, la postproducció en 4K va ser cada vegada més habitual a partir del 2013. Com que els projectors es substitueixen per models 4K [60], la diferència de resolució entre pel·lícules digitals i de 35 mm es redueix força. Els servidors de cinema digitals utilitzen una amplada de banda molt superior a la "HD" domèstica, permetent una diferència en la qualitat (per exemple, la codificació de colors Blu-ray 4: 2: 0 48Mbit / s de dades MAX, DCI D-Cinema 4: 4: 4 250Mbit / s 2D / 3D, 500Mbit / s HFR3D). Cada marc té un detall més gran.
A causa de la menor gamma dinàmica de càmeres digitals, és més difícil corregir exposicions digitals pobres que corregir exposicions de pel·lícules pobres durant la postproducció. Una solució parcial a aquest problema és afegir tecnologia complexa d'assistència de vídeo durant el procés de rodatge. No obstant això, aquestes tecnologies solen estar disponibles només per a empreses productores de pressupost alt. L'eficàcia d'emmagatzemar imatges dels cinemes digitals té un desavantatge. La rapidesa i la facilitat dels moderns processos d'edició digital amenaça que els editors i els seus directors, si no és una vergonya d'elecció, almenys una confusió d'opcions, cosa que pot fer que el procés d'edició, amb aquesta filosofia “intenteu-la i vegi-la”, més llarga que. Com que l'equip necessari per produir llargmetratges digitals es pot obtenir amb més facilitat que el cel·luloide, els productors podrien inundar el mercat amb produccions barates i potencialment dominar els esforços dels directors seriosos. A causa de la rapidesa amb la qual es filmen, aquestes històries de vegades no tenen una estructura narrativa essencial.
Els projectors utilitzats per al cinema de cel·luloide eren en gran manera la mateixa tecnologia que quan es van inventar pel·lícules / pel·lícules fa més de 100 anys. Les evolucions d'afegir so i pantalla ampla es podrien acomplir en gran manera donant voltes als decodificadors de so i canviant les lents. Aquesta tecnologia ben provada i entesa tenia diversos avantatges 1) La vida d'un projector mecànic d'uns 35 anys aproximadament 2) un temps mitjà entre fallades (MTBF) de 15 anys i 3) un temps mitjà de reparació de 15 minuts (sovint realitzat pel projectista)). D'altra banda, els projectors digitals són al voltant de deu vegades més cars, tenen una esperança de vida molt més curta a causa de la tecnologia en desenvolupament (la tecnologia ja ha passat de 2K a 4K) per la qual cosa el ritme d'obsolescència és més alt. El MTBF encara no s'ha establert, però la capacitat del projectista per fer una reparació ràpida ha desaparegut.